# نوپسرها لانگیپنیس
نوپسرها لانگیپنیس یک گونه سوسک از خانوادهٔ سوسک‌های شاخک‌دراز است. موریس پیک در سال ۱۹۲۶ این گونه را توصیف و بررسی کرد.